# Bandeira da Eslovénia

Bandeira da República Socialista da Eslovénia (1944-1991)

A bandeira nacional da Eslovénia (português europeu) ou bandeira nacional da Eslovênia (português brasileiro) possui três faixas horizontais iguais de branco (topo), azul e vermelho, com o brasão de armas esloveno localizado na parte superior do retângulo do lado da tralha centrado entre as faixas branca e azul. O brasão de armas é um escudo com a imagem do Monte Triglav, o pico mais alto da Eslovénia, em branco contra o fundo azul no centro; sob ele são duas linhas onduladas em azul representando o Mar Adriático e os rios locais, que são três e acima deles, três estrelas douradas de seis pontas, dispostas num triângulo invertido, que são retirados do brasão de armas dos Condes de Celje, a grande casa dinástica eslovena falecida.
As cores da bandeira são consideradas como Cores Pan-Eslavas, mas que na verdade são oriundas do brasão de armas medieval do Ducado de Carniola, constituído por uma águia azul sobre um fundo branco com um vermelho-e-dourado crescente. As cores da bandeira nacional foram consideradas antes dos primeiros arranjados numa bandeira durante a ascensão do nacionalismo na Europa. A atual tricolor foi criada durante a Primavera das Nações em 1848, quando um grupo de estudantes de Ljubljana tomou as cores do brasão de armas carnoliano, organizando-os de tal forma como a bandeira nacional da Rússia. Foi pela primeira vez exposta em 7 de Abril de 1848 num prédio nas proximidades da Praça Prešeren em Ljubljana.
A bandeira foi oficialmente adopitada em 27 de Junho de 1991, após uma longa e controversa disputa sobre o brasão de armas da nova república.
O estado civil e a insígnia para os navios têm o mesmo design que a bandeira nacional, mas uma outra forma (2:3, em vez de 1:2). (Embarcações até 24 metros usam a bandeira nacional como uma insígnia.) A naval é composta por três faixas horizontais em branco, azul e amarelo.
Em 2004, iniciou-se uma campanha para alterar totalmente ou parcialmente a bandeira, a fim de reforçar o reconhecimento internacional da Eslovénia, e em especial para distingui-la da Eslováquia e da sua bandeira. Um novo design venceu o concurso oficial. A opinião pública parece estar fortemente contra a mudança da bandeira neste momento.

## Outras Bandeiras

Bandeira Civil e Estatal.
Bandeira Marítima